# Nobilissimus
Nobilissimus (o nobilissima nella sua forma femminile) era un titolo riservato ad alcuni appartenenti alla famiglia imperiale durante il tardo Impero romano: la sua connotazione indicava una legame, evolutosi col tempo, con il diritto di successione al trono.
Nel III secolo divenne usuale descrivere il cesare, tipicamente il figlio dell'imperatore, con l'epiteto nobilissimus. Nel IV secolo, però, questo divenne un titolo indipendente, indicante una dignità inferiore a quella di cesare, ma comunque limitato ai membri della famiglia imperiale; solo in due casi sembra utilizzato come una sorta di designazione iniziale, con la nomina dell'infante Varroniano da parte del padre Gioviano a nobilissimus puer e con quella del bambino Valentiniano III da parte di suo zio Onorio.
L'uso di questo titolo cadde in disuso nel V secolo, per essere ripreso solo nell'VIII secolo, quando fu conferito al più giovane membro della vasta famiglia di Costantino V.